# Anni Kroll
Anna-Mechtilde „Anni“ Kroll, geb. Boltersdorf (* 8. November 1919 in Drove; † 8. Oktober 2015 in Nideggen) war eine deutsche Autorin und Heimatdichterin.
Kroll absolvierte eine Lehre als Apothekenhelferin. Nach Eintritt in die Rente im Jahr 1979 machte sie die Dürener Mundart zu ihrem Hobby. Sie verfasste Gedichte und Gedichtbände in ihrer Heimatsprache. Sie stand in einer Reihe mit den Heimatdichtern Josef Schregel und Tillmann Gottschalk. Sie trat 1980 in den „Verein Dürener Platt“ ein. 
Am 8. Oktober 2015 starb Anni Kroll einen Monat vor ihrem 96. Geburtstag in einem Altenheim in Nideggen in völliger Blindheit.

## Ehrungen
Für ihr Engagement wurde Kroll im Jahre 1999 vom Landschaftsverband Rheinland mit dem Rheinlandtaler ausgezeichnet. 
Außerdem wurde sie 2014 Ehrenmitglied des „Vereins Dürener Platt“.

## Werke
- Wä schriev, dä bliev - Jedichte on Episödchere en Dürene Platt, 1983
- Jahre der Angst, 1984
- Op Platt jekallt, de Rur erop, de Rur erav, 1987
- Doht ens avschalte, 1991